# Etoacetazeno
El análogo 5-acetilo del etonitazeno (etoacetazeno, 5-acetildesnitroetonitazeno) es un derivado del benzimidazol con efectos opioides, desarrollado inicialmente en la década de 1950 como parte de la investigación que dio lugar a compuestos más conocidos como el etonitazeno. Es un análogo del etonitazeno en el que el grupo 5-nitro (NO₂) se ha sustituido por un grupo acetilo (COCH₃). Se describe como de potencia reducida, pero aún significativa, en comparación con el propio etonitazeno. Este compuesto también se probó como parte de una serie de agonistas del receptor cannabinoide 2 y se observó actividad, aunque con una potencia relativamente baja de 960 nM en CB₂ y una actividad insignificante en CB₁.